# محمد أشرورو
محمد اشرورو مهندس مساح طبوغرافيا ورئيس المجلس الوطني للهيئة الوطنية
للمهندسين المساحين الطبوغرافيين سياسي وقيادي بحزب الأصالة والمعاصرة المغربي رئيس جماعة أولماس المعروفة بمياهها المعدنية وطبيعتها الخلابة، عرف بمواقفه السياسية المعارضة لحكومة«عبد الاله بن كيران»

## النشأة
ولد محمد اشرورو سنة: 1957 بمنطقة «بوقشمير» على ضفاف «وادي طنوس» تنتمي عائلته إلى قبيلة «آيت حاتم» المعروفة بمقاومتها للإستعمار إلى جانب «قبائل آيت اعمر» بمنطقة أولماس نشأ وتربى في خيمة عندما كانت للخيام معنى ذلك الوقت، وتشبع مند طفولته بالقيم الأمازيغية الأطلسية.

## الدراسة
دخل محمد اشرورو المدرسة الابتدائية سنة: 1964، ثم التحق بالثانوية بمدينة الخميسات سنة 1974.
حصل على الباكالوريا سنة: 1976، التحق بعدها بمعهد الحسن الثاني للزراعة والبيطرة بالرباط ليتخرج منه كمهندس سنة 1980.

## الهندسة الطبوغرافية
اشتغل محمد اشرورو منذ تخرجه حتى سنة 2007 بإدارة المحافظة العقارية بالرباط لينتقل إلى مدينة خنيفرة التي قضى بها 8 سنوات في إدارة التحفيظ العقاري، انتقل بعد ذلك إلى مدينة الدار البيضاء واشتغل هناك مدة 5 سنوات ثم انتقل إلى مدينة تطوان حيث عمل 4 سنوات ليتم تعيينه بعد ذلك مديرا مركزيا لإدارة المحافظة العقارية بالرباط كما ترأس لاحقا المجلس الوطني للهيئة الوطنية للمهندسين المساحين الطبوغرافيين بالمغرب.

## العمل السياسي
محمد اشرورو لم يكن من المهتمين بالعمل السياسي قبل سنة: 2007 عندما كان من المؤسسين لحزب مبادرة المواطنة والتنمية.

### البرلمان
التحق محمد اشرورو بحزب مبادرة المواطنة والتنمية الذي تم تاسيسه سنة 2002 ليترشح باسمه للإنتخابات البرلمانية للولاية التشريعية 2007-2012 والتحق كعضو باللجنة المالية والتنمية الاقتصادية، بعد ذلك اندمج الحزب داخل مكونات حزب الأصالة والمعاصرة يوم 08غشت2008 .
سنة 2011 عندما تقرر إجراء انتخابات سابقة لموعدها تزامنا مع إقرار «الدستور الجديد للمملكة المغربية» ترشح مجددا باسم حزب الأصالة والمعاصرة وحاز على نسبة أصوات كبيرة ليتوج بالنجاح للمرة الثانية كممثل عن الدائرة الانتخابية أولماس الخميسات حيث حاز الحزب على المرتبة الرابعة ب 47 مقعدا.

### الاستقالة من البرلمان
بعدما لقيت ست نساء مصرعهن في حادث سير مأساوي يوم الأربعاء 20 أبريل 2016 في ما أطلق عليه بالأربعاء الأسود بأولماس.
وفي السادس والعشرين من شهر أبريل سنة 2016 أعلن النائب البرلماني محمد اشرورو عن تقديم استقالته من مجلس النواب احتجاجا على الطريقة التي تعاملت بها حكومة عبد الاله بن كيران مع كارثة الحادث المأساوي الذي عرفته منطقة أولماس بإقليم الخميسات، والتي حصدت عددا كبيرا من أرواح المواطنات والمواطنين، “من دون أن تلقى هذه الفاجعة أي اهتمام يذكر من قبل الحكومة؛ وكذا ملف المستشفى الذي بني سنة 1997 بميزانية تناهز 25 مليون درهم، والذي لا يزال يشتغل كمركز صحي بموارد بشرية ضئيلة جدا”.

### العودة إلى قبة البرلمان
مع اقتراب موعد الأستحقاقات التشريعية 07 أكتوبر 2016 تعالت الاصوات بدائرة أولماس مطالبة محمد اشرورو بثمثيلها بالبرلمان بحكم الثقة التي وضعوها في شخصه والتي تأكدت لهم عند استقالته الي اعتبرها البعض جرأة كبيرة، ورغبة أيضا في التغيير خصوصا وأن العديد من المؤشرات واستطلاعات الرأي كانت ترجح فوز حزب الأصالة والمعاصرة الذي ينتمي إليه محمد اشرورو بالرتبة الأولى، فقبل الترشح وفاز للمرة الثالثة بمقعد في البرلمان وجاء ترتيب حزب ثانيا وراء منافسه حزب العدالة و التنمية.

### رئاسة الفريق البرلماني للأصالة والمعاصرة
انتخب محمد اشرورو، النائب البرلماني عن منطقة الخميسات، بالإجماع يوم الخميس 23 مارس 2017، رئيسا لفريق “حزب الأصالة والمعاصرة” بمجلس النواب المغربي، وذلك بحضور الأمين العام للحزب إلياس العماري.
وبهذا، فقد عوض اشرورو سلفه عبد اللطيف وهبي، الذي نال الثناء من قبل إلياس العماري، على ما بذل ويبذل من جهود داخل البام، قائلا: “وهبي قيمة مضافة، ليس للحزب وحده بل المغرب ككل”.
وقال رئيس فريق السيد محمد أشرورو عقب انتخابه في كلمة بالمناسبة: “هذه مسؤولية على عاتقنا وعلينا تحملها”، مشيرا إلى أنه سيتفرغ لهذه المسؤولية بما أوتي من قوة، داعيا الجميع إلى وضع اليد في اليد من أجل خدمة الحزب والوطن.